# Quinault
Quinault (Quinaielt), indijansko pleme porodice Salishan s obale Washingtona između Raft Rivera i Joe Creeka i u dolini rijeke Quinault u okrugu Grays Harbor. 

## Ime
ime Quinault ili Quinaielt dolazi po njihovom najvećem selu Kwi'nail (ili Kwi'naithl) koje se nalazilo na mjestu današnjeg grada Taholah na ušću rijeke Quinault. 

## Jezik
Jezik quinault član je porodice Salishan i s lower chehalisom pripada skupini tsamosan jezika. Posljednji Quinault koji je tečno govorio quinault kao materinski i prvi jezik umro je 1996. godine. 

## Sela
Olson's (1936) na svom popisu daje 38 Quinault sela na njihovom plemenskom području, to su: A'alatsis, Djagaka'lmik, Djekwe'ls, Gutse'lps, Hagwi'shtap, He'shnithl (ili) Kuku'mnithl, Kwakwa'h, Kwakwa'nikatctan, Kwatai'tamik, Kwatai'tumik, Kwikwa'la, Kwi'naithl, Lae'lsnithl, La'lshithl, Ma'atnithl, Magwa'ksnithl, Me'tsugutsathlan, Nago'olatcan, Negwe'thlan, Nokedja'kt (ili) Thla'a'lgwap, Nomi'lthlostan, No'omo'thlapsh, No'omo'thlapshtcu, No'skathlan, Noskthlako's, Nossho'k, No'sthluk, Pina'alathl, Pini'lks, Pino'otcan tci'ta, Po'iks, Pote'lks, Sunuksunu'ham, Tamo'ulgutan, Tci'tano'sklakalathl, Thlathle'lap, To'nans i Tsi'i'sh.

## Povijest
Lewis i Clark Quinaulte posječuju 1805. godine a njihovo brojno stanje iznosilo je oko 800 i 200 Calasthocle Indijanaca, jedan njihov ogranak. Dolaskom bijelaca u ranom 19. stoljeću pogodile su ih epidemije boginja 1824. i 1829. i malarije 1830. Oregonskim putom 1841. dolaze novi naseljenici, nakon čega će uskoro biti smješteni na rezervat Quinault gdje su dom našla i plemena Quiatso i dijelovi plemena Chinook, Quileute, Chehalis i Hoh. Ugovor Quinault potpisali su 1. srpnja 1855. na Quinault Riveru i 25 siječnja 1856. u Olympiji guverner teritorija Washingtona Isaac Stevens (1818-1862) i Quinault poglavica Chief Taholah i druge poglavice i pod-poglavice plemenske delegacije (vidi više). Današnji Quinaulti (Quinault Indian Nation) mješanci su i potomci pripadnika ovih plemena a njihov broj 2000. je iznosio 2,400. 

## Etnografija
Quinault, Quinaielt ili Cht'qinaihl teritorij pružao se od Hoquiam Rivera do Queets Rivera. Glavno pleme, kaže Edward S. Curtis, živjelo je u svome selu Qinaih-l (Kwi'nail kod Swantona) na ušću rijeke Quinault, a njihovo ime bijelci su proširili i na ostale seoske bande koje su govorile istim dijalektom. Indijanci obuhvaćeni ovim imenom, za razliku od susjednih skupina, nikad nisu imali kolektivni naziv kojim su označavali sve ove svoje bande. Oni danas žive na rezervatu Quinault, a njihov broj je 1912. iznosio 759. 
Quinaulti pripadaju kulturnom području Sjeverozapadne obale, ali je bilo mnogo manje sezonskih migracija nego kod nekih drugih Indijanaca Sjeverozapadne obale. Žene i robovi bavili su se sakupljanjem bobica i kopanjem korijenja, a od kuće tom prilikom nisu nikad izbivali duže od jedan ili dva dana. U osmom mjesecu (kolovoz) muškarci su odlazili u lov na morske vidre i druge životinje uključujući i kitove. Kitolov je bio prakticiran jedino kod pravih Quinault Indijanaca.

## Vanjske poveznice
- Quinault Indian Nation
- People of the Quinault  Arhivirana inačica izvorne stranice od 26. travnja 2006. (Wayback Machine)